# Álvaro Buela
Álvaro Raúl Buela Giordano (Durazno, 8 de septiembre de 1961) es un periodista, guionista, director de cine y profesor uruguayo.

## Biografía
Se graduó como psicólogo en la Facultad de Psicología de la Universidad de la República en 1986.
Integró el equipo coordinador del suplemento El País Cultural del diario El País, entre 1994 y 2002. Colaboró con otros medios escritos uruguayos y extranjeros como los mensuarios argentinos Film y V de Vian. Entre 1994 y 1996 editó seis números de la revista M Cine, junto con Fernando Martín Peña y Christian Kupchik.
Fue uno de los gestores de las tres ediciones de la Muestra de Cine Radical, realizadas en Montevideo entre 1999 y 2001. En 2009 y 2010 fue director artístico del Festival Internacional de Cine de Punta del Este. En 2009 fue jurado de la competencia oficial del Festival Internacional de Cine de Mar del Plata. También ha sido jurado en otros festivales y fondos en Argentina, Brasil y Uruguay.
En 1994 la editorial Cal y Canto publicó su novela corta Alka-Seltzer, prologada por Mario Levrero.
En 1996 comenzó a dictar clases en la Universidad ORT Uruguay donde es docente de Realización Cinematográfica en la Facultad de Comunicación y Diseño. También ha dirigido talleres de periodismo cultural, guion y realización cinematográfica.
Como guionista es coautor, junto con Ricardo Islas, de La isla del minotauro, guion con el que en 1996 obtuvieron una mención en el concurso de guiones del Instituto Nacional del Audiovisual (INA).
Es el guionista y director de las películas Una forma de bailar (1997) y de Alma mater (2004). Con ambas películas obtuvo el premio FONA, en 1996 y en 2000 respectivamente. También dirigió La deriva (2008) y El proyecto de Beti y el Hombre Árbol (2013), dentro del colectivo Auto/Cine. En 2013 participó en la serie Huellas, del canal TV Ciudad, con su cortometraje Limbo.
En 2006 Alma Mater fue nominada en la categoría a la mejor película iberoamericana en la XX edición de los Premios Goya.
Colaboró con Elvio Gandolfo y Fernando Martín Peña en la recopilación anotada Homero Alsina Thevenet – Obras Incompletas, publicada entre 2009 y 2012 en tres volúmenes editados por el Instituto Nacional de Cine y Artes Audiovisuales de Argentina y el Festival Internacional de Cine de Mar del Plata.
Obtuvo el premio ACCU 2017 otorgado por la Asociación de Críticos de Cine del Uruguay en reconocimiento a su trayectoria y con motivo de los veinte años de Una forma de bailar.